# Peter Parks
Peter Denison Parks (* 30. Januar 1942) ist ein britischer Kameramann und Ingenieur für visuelle Effekte.

## Leben
Er lebt mit seiner Frau Suzi, mit der er zwei Kindern hat, in Cornwall. Vor deren Pension in 2007 lebten sie in Oxford. Sein Sohn Chris Parks ist CEO von Parks gegründeten IMAGE QUEST 3-D.

## Karriere
Von 1964 bis 1966 war Parks Dozent für biologische Illustration am Zoologischen Institut der University of Oxford, und sieben Jahre lang, bis 1970, arbeitete er als Naturzeichner für die Illustrated London News. Als Mitglied der Royal Photographic Society erhielt er 1968 den Kodak Research Award für die Entwicklung der Dark Field Optical Bench. 1968 war Parks Mitbegründer von Oxford Scientific Films.
1981 gewann Parks den John Grierson Award für technische Leistungen von der Society of Motion Picture and Television Engineers und im selben Jahr erhielt er auch einen Oscar für technische Verdienste für die Entwicklung des mikrokosmischen OSF-Zoomgeräts für mikroskopische Fotografie. 1986 gewann er einen zweiten Oscar für technische Verdienste für die Entwicklung eines Live-Aero-Compositors für Spezialeffekte.
1990 verließ er Oxford Scientific Films und gründete sein eigenes Unternehmen, IMAGE QUEST 3-D, das sich auf die Produktion, Forschung und Entwicklung im Großformat spezialisierte. 1996 stellte er ein 15/70 Makro/Mikro 3D-Showreel fertig, das in der Branche als technischer Durchbruch gilt.
1992 wurde Peter Parks zum Ehrenmitglied der British Society of Cinematographers ernannt.
Im August 2003 bewarb er sich bei der American Academy of Motion Picture Arts and Sciences um einen Technical Achievement Award für diese Entwicklung. Im September kam er in die engere Auswahl und wurde im Dezember von der Akademie mit dem „Gordon E. Sawyer Award“ geehrt.
2007 beschlossen Parks und seine Frau Suzi, nach ihrer Pensionierung nach Cornwall zu ziehen, wo sie sich vor fast 50 Jahren kennen gelernt hatten. Daher wurden 30 Tonnen Werkzeugmaschinen zu Standorten zwischen Truro und St Austell transportiert, während 10 Tonnen Filmausrüstung an das Falmouth University geliefert wurden. Weitere 20 Tonnen wertvoller und einzigartiger Film-, Optik- und technischer Ausrüstung mussten an ihren neuen Standort gebracht werden. Zwei Jahre später war alles wieder aufgebaut und in dem ländlichen Anwesen in der Nähe des berühmten Eden-Projekt untergebracht, mit dem Parks nun eng zusammenarbeitet, nachdem er von Eden-Gründer Sir Tim Smit eingeladen wurde, sich dem chinesischen Eden-Entwicklungsteam anzuschließen.
Für seine Verdienste um die Naturgeschichte und die Filmindustrie wurde Parks 2009 in der New Years Honours List der Königin mit dem OBE (Officer of the Order of the British Empire) ausgezeichnet.